# Matrix (EP)
Pour les articles homonymes, voir Matrix.
Albums de B.A.P
First Sensibility
(2014) Carnival
(2016)
Singles
1. Young, Wild & Free
Sortie : 16 novembre 2015
2. Be Happy

Matrix est le quatrième mini-album du boys band sud-coréen B.A.P. Il est sorti le 16 novembre 2015 sous TS Entertainment. La piste Young, Wild & Free a été choisie comme titre promotionnel.

## Liste des pistes
| No | Titre              | Auteur                                      | Producteur(s)                                | Durée |
| -- | ------------------ | ------------------------------------------- | -------------------------------------------- | ----- |
| 1. | Take You There     | B.A.P, Kim Taewan for Groove Network, Kevin | Ye-YO!, Kim Taewan for Groove Network, Kevin | 3:26  |
| 2. | Monologue          | Bang Yongguk, Kim Changrock, Zelo           | Bang Yongguk, Kim Changrock                  | 1:30  |
| 3. | Young, Wild & Free | Bang Yongguk, Kim Changrock                 | Bang Yongguk, Kim Changrock                  | 3:09  |
| 4. | Be Happy           | Bang Yongguk, Kim Changrock, Sleepy         | Bang Yongguk, Kim Changrock                  | 3:35  |
| 5. | Blind              | Bang Yongguk, Park Suseok, iNoo             | Park Suseok, iNoo                            | 3:58  |